# Забороль (Рівненський район)
Забороль — село у Рівненському районі Рівненської області.Населення становить 1330 осіб (2014).
Знаходиться на південь від автотраси Рівне — Костопіль. (Н25)
У селі діє середня школа, дитячий садок, бібліотека, сільська рада, ФАП, клуб, продовольчий магазин, 2 підприємницькі магазини, кафе «Талісман», пошта.
Футбольний клуб «Забороль» бере участь у чемпіонаті Рівненського району.
До 2018 року було центром Заборольської сільської ради.

## Назва села
Назва Забороль, як свідчать записи, мала ще форму Заборовль (Заборов), і була, очевидно, давнішою, що підтверджує і Забороль Луцького району Волинської області, засвідчений найстарішими пам'ятками в записі «Заборовль» («Заборовлє»). Отже, назва села приховує видозмінене староруське ім'я людини, а точніше старовинний від нього прикметник, що зазнав певних змін у процесі мовного розвитку.

## Географія
Село межує з селами Олександрія, Кустин, Нова Українка, Малий Житин, Великий Житин. Через село протікає річка Кустинка.
В територію села входить: Заборольський ліс, лісовий масив Дубинка, Гала болото, с. Боянівка, Заборольський ставок, відпочивальний комплекс «Дача».

### Вулиці
- Шкільна вулиця; — * Молодіжна вулиця
- Центральна вулиця;
- Зелена вулиця;
- Польова вулиця;
- Садова вулиця;
- Берегова вулиця;
- Медична вулиця
- Тараса Шевченка;
- Травнева вулиця;
- Весела вулиця;
- Колгоспна вулиця;
- Вишнева вулиця;
- Сонячна вулиця;
- Хутірська вулиця;
- Біла вулиця;
- Провулок Шкільний;
- Вербова вулиця;
- Денищука вулиця

## Символіка
Автори проєктів — А. Гречило та Ю. Терлецький.

### Герб
Щит перетятий зубчасто, червоне поле з срібним хрестом, на синьому полі золоте колесо водяного млина по боках срібні мішки з мукою.

### Прапор
Квадратне полотнище, яке складається з двох смуг червоної та синьої. На верхній червоній смузі срібний хрест, на нижній синій - два срібних мішка з мукою та золотого колеса.

### Тлумачення символіки
Червоне поле та срібний хрест означає главу історичної Волині, стару церкву.

## Історія

Садиба Едварда Цецішовського в Заборолі, літографія Генріха Пеєра, 1850

Поблизу Забороль виявлені ґрунтові та курганне поховання II тис. до н. е.
За заповітом 18 січня 1489 року, княгиня Анастасія записує чоловікові Семену Гольшанському маєтки — Забороль, Городок і Косков.
У 1518 році польський король підтверджує належність «имения Забороля» Рівненському замкові. Але грамота 1548 року називає село Забороль. Таке ж і подібне маємо в інвентарі під 1569 р. де сказано: «Од Пересутей [річки] іде границя гостинцем аж до Заборовля, а од Заборовля болото ділить ґрунти майна ровенського з Кустинем аж до млина Заборовського, а від млина Заборовського границя іде болотом під Житин».
У 1664 р. озброєні загони повсталих селян пограбували «Заборовский фольварок», вивівши майже всі дворові коні. Тоді ж в околиці «заборовського млина» повсталі розбили засідку з каральної роти Кустина. За даними 1776 р., у с. Забороль згоріла корчма і сторожова будка гайового. Тоді ж зловили двоє грабіжників, один з них був «заборольский подданый». Два роки опісля «Забороль» стає ареною судових процесів.
У 1992 року жителям розподилили земли.
1998 року в селі проживало 1205 жителів.
Станом на 2014 рік — в селі Забороль проживає 1327 мешканців.

## Населення

### Мова
Розподіл населення за рідною мовою за даними перепису 2001 року:
| Мова            | Кількість | Відсоток |
| --------------- | --------- | -------- |
| українська      | 1306      | 99.24%   |
| російська       | 8         | 0.61%    |
| білоруська      | 1         | 0.08%    |
| інші/не вказали | 1         | 0.07%    |
| Усього          | 1316      | 100%     |

## Електроенергія
У 1992 році жителям розподілили землі, але забули провести в великий житловий масив електроенергію.
У вересні 2017 року знімальна група ТСН приїхала до села та побачила, що в половині села нема електроенергії. Жителі 25 років писали листи до Рівнеобленерго, але відповіді не було. Після приїзду ТСН до Рівнеобленерго, їм сказали, що до Нового року зроблять електроенергію.
У січні 2018 року у всі будинки в селі була підведенні до електроенергії.

## Сільське господарство
Більшість селян Забороля займаються сільським господарством.

## Церква
У Заборольській церкві Святого Івана Хрестителя (побудована в 1762 р.) збереглися копії метричних книг з 1775 р. При церкві діяло з 1883 р. церковно-приходська школа, де здобували освіту в 1889 році 20 учнів. Тоді село мало 122 двори, 990 мешканців, з них 43 римокатоликів.
У даний час у селі дві церкви: Московського та Київського патріархату. Новий храм на честь Різдва пророка Іоанна Предтечі збудовано у 2013 році.

## Заборольський сільський клуб
У Заборолі по вулиці Шкільній знаходиться клуб, та зала урочистих подій. Дані споруди слугують для культурного відпочинку, та розвитку молоді села та всіх жителів. Заборольський сільський клуб який зазнав реставрації та ремонту у 2011 році, працює по святах, та по п'ятницях і суботах.

## Пам'ятки культури та історії

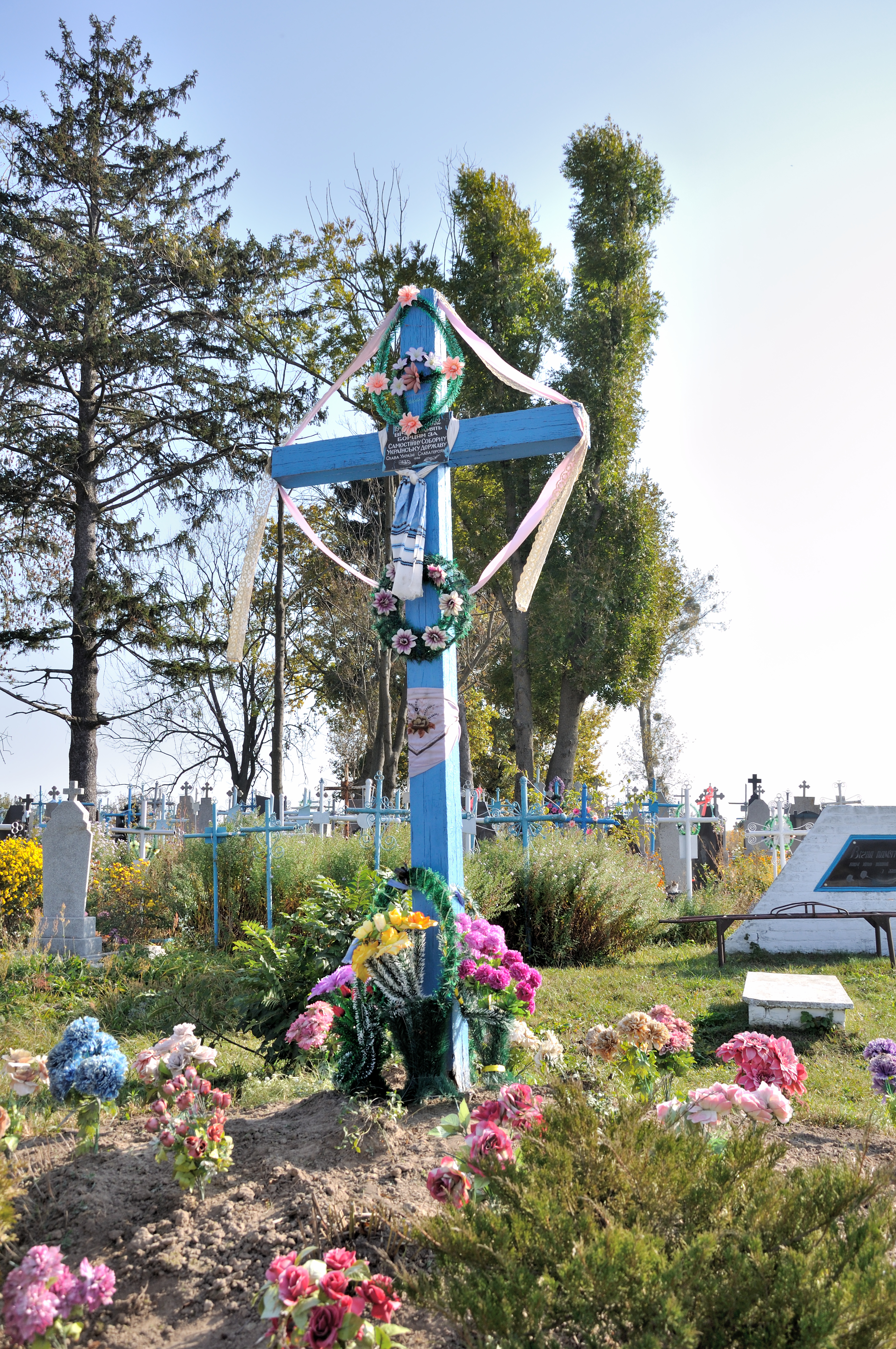
Братська могила воїнів УПА, с. Забороль, громадське кладовище.jpg

Пам'яткою історії є стара школа. Вона збудована польськими архітекторами у 1922 році. У школі на той час було тільки 1-3 класи. Вчителями на той час були поляки, які вчили дітей на польській мові. Учнями були діти різного віку. Станом на 2014 рік в школі навчається 198 учнів. На даний час в одному із будинків знаходиться слов'янська церква Московського Патріархату. У другому приміщенні знаходиться поштове відділення а також відділення зв'язку.

## Місцева топоніміка
Офіційно до Забороля належав хутір Боянівка, заснований на початку 19 ст. переселенцями з Польщі. У його назві старовинне ім'я Боян, який вже згадують староруські літописи 11 ст. Воно ніби з тюркських мов і означало «багатий». Але бояри пов'язують ім'я з дієсловом «боя се, боюся».
Називають ще й хутір Вороб'ївку, засновником якого був Воробей. Крім того, назви мають і давні сільські дільниці (деякі з них були присіками, колоніями), як Ганнопіль, Коло палацу, Кадетів, Заболоття, Гуральня, Калюжа, Вовчий куток.
Поблизу села розташована балка Оснобрость, що може походити від старовинного людського імені Оснобрость або такого ж звучання слова зі значенням «нарослі на деревах з вузькими листями».
Інші топоніми:
- поля — Ближнє, Дальнє, Середня рука, Гайок, Плесо, Нивки;
- луги — Панське, Прогін, Стрільбище, Глибока долина, Довгалів горб, коло лавок;
- болота — Кринички «в околиці криничних» джерел, Куп'ясте болото «заросле купинами осоки», Кошлайове джерело, Радзивилове мочарище, Гале болото, Мельникове болото;
- ліси — Дубинка, Стійло, Панський ліс;
- горби — Курган «староруський могильник», Велетуха, Жуків.

### Новини
- Новини з міткою «Забороль» [Архівовано 7 березня 2016 у Wayback Machine.]
- Володарем Кубка "Бізнес-ліги «ОГО» з міні-футболу став ФК «Забороль» — «ОГО», 9.05.2012
- http://takeinfo.net/news/view/vigadali_noviy_metod_schob_lyudi_ne_smitili_u_lisi__foto [Архівовано 5 березня 2016 у Wayback Machine.]
- 250-ти річчя з часу заснування відзначила парафія Зачаття Іоанна Предтечі села Забороль — Рівненська єпархія УПЦ КП, 8.10.2012 [Архівовано 25 травня 2014 у Wayback Machine.]
- Частина жителів села Забороль Рівненського району незадоволена роботою голови сільради — відеосюжет РОДТРК 2013-03-28
- Освячено новий храм в с. Забороль — Рівненська єпархія УПЦ, 18.06.2013
- ДТП поблизу с. Забороль — 4vlada.com, 7.09.2013
- Натрапили на снаряди селяни із Забороля та Великого Олексина — Рівне Вечірнє, 13.3.2014 [Архівовано 25 травня 2014 у Wayback Machine.]
- Село без електроенергий 25 років, 21.01.2018 [Архівовано 22 січня 2018 у Wayback Machine.]